# 37-й саммит G8
37-й саммит «Большой восьмёрки» (G8) — международная встреча на высшем уровне, состоявшаяся 26—27 мая 2011 года в городе Довиль (Франция). Основное внимание на саммите уделялось ядерному кризису в Японии, протестам в арабских странах и глобальным экономическим вопросам. Встречу возглавлял президент Франции Николя Саркози.

## Участники саммита
В работе саммита приняли участие представители следующих стран:
- члены Большой восьмёрки:
  - Великобритания
  - Германия
  - Европейский союз
  - Италия
  - Канада
  - Россия
  - США
  - Франция
  - Япония
- приглашённые представители
  - Алжир
  - Египет
  - Нигерия
  - Сенегал
  - Тунис
  - Экваториальная Гвинея
  - Эфиопия
  - ЮАР
- руководители международных организаций:
  - Африканский союз
  - Новое партнёрство по развитию Африки

## Ход саммита
Это была первая встреча «восьмёрки» после отставки Доминика Стросс-Кана с поста главы Международного валютного фонда, которая привела к широкой дискуссии о том, кто займёт этот пост.

### Встреча Обамы и Медведева
26 мая в гостинице «Руаяль Барьер» прошла встреча президентов США Барака Обамы и России Дмитрия Медведева. Это была их первая встреча в 2011 году.
Президенты США и России договорились о сотрудничестве в сфере борьбы с международным терроризмом, визовом вопросе, а также о совместных усилиях по охране культурного наследия Аляски и Чукотки и обеспечению доступа коренных народов к природным ресурсам этих регионов.
Президенты Обама и Медведев договорились, что будут обмениваться ресурсами и информацией в области правопорядка, безопасности на транспорте, разведки, прекращения финансирования международного терроризма, совместного развития технологий, которые помогают в антитеррористических усилиях, в рамках двусторонних и многосторонних отношений, заданных такими организациями, как ООН, «Большая восьмёрка», Глобальная инициатива по борьбе с ядерным терроризмом, и Форум по борьбе с терроризмом, который начнёт работу в ближайшем будущем.
В совместном заявлении также говорилось, что президенты намерены обсудить возможность помещения на отдельные международные рейсы представителей служб безопасности. В совместном заявлении президенты США и России также отметили, что действующий визовой режим между двумя странами не соответствует ни нынешнему уровню сотрудничества, ни развитию двусторонних отношений, на которое они рассчитывают. Президенты подчеркнули, что американские и российские официальные лица продолжают искать пути для облегчения поездок между гражданами их стран в соответствии с законодательными и нормативными актами обоих государств.
Президенты США и России заявили о расширении сотрудничества в регионе Берингова пролива. Лидеры двух стран отметили культурную, природную и экономическую значимость региона и призвали охранять наследие Аляски и Чукотки. Барак Обама и Дмитрий Медведев упомянули о важности защиты прав коренного населения Аляски и Чукотки и обеспечения им доступа к природным ресурсам в соответствии с законами США и России.
Президенты также заявили о необходимости углублять сотрудничество по защите окружающей среды и природных ресурсов в регионе Берингова пролива и применению эффективной стратегии, обеспечивающей устойчивое развитие арктических регионов обеих стран с учётом уникальности экосистем Аляски и Чукотки.
Одной из самых ожидаемых тем повестки дня двух президентов стал вопрос размещения американской системы ПРО в Европе. Барак Обама заявил в четверг, что США и Россия намерены найти такой подход к решению этого вопроса, который бы удовлетворял соображения безопасности обеих стран.
После двусторонней встречи президенты Барак Обама и Дмитрий Медведев выступили с заявлениями, в которых неоднократно подчеркнули дружественный характер взаимоотношений.

### Резолюция по Муамару Каддафи
Члены «Большой восьмёрки» призвали к отставке ливийского лидера Муаммара Каддафи, выразив готовность предоставить до 40 млрд долларов помощи арабским странам, пытающимся установить демократию.
Составленная в решительных выражениях итоговая декларация подчеркивает, что у Каддафи «нет будущего в свободной и демократической Ливии. Он должен уйти». В ней также содержится призыв к немедленному прекращению использования ливийскими войсками силы против гражданских лиц, и отмечается, что виновных в подобных действиях необходимо призвать к ответу.
Кроме того, декларация призывает сирийское правительство прекратить применять силу и запугивание в отношении сирийского народа. В ней выражено негодование членов «Большой восьмёрки» в связи с гибелью многих участников мирных протестов и неоднократных нарушений прав человека.
Члены «Большой восьмёрки» также выразили растущую озабоченность насилием в Йемене и призвали президента Али Абдуллу Салеха выполнить своё обещание и уйти в отставку.
Помимо прочего, в заявлении содержится призыв в адрес израильского и палестинского правительств к выполнению существующих соглашений о сотрудничестве и воздержанию от односторонних шагов, которые могут замедлить прогресс и дальнейшие реформы.
Лидеры Туниса и Египта, в которых народные восстания недавно привели к отставке автократических правительств, приняли участие в специальной сессии конференции, посвящённой их шагам к демократическим преобразованиям. Президент США Барак Обама и главы других государств «Большой восьмёрки» заявили, что международные банки развития могут предоставить 20 миллиардов долларов Египту и Тунису на поддержку демократических реформ. Члены «Большой восьмёрки» заявили, что желают поддержать подобные перемены и в других арабских странах.

### Заявление по Нагорному Карабаху
Президенты США, России и Франции на встрече «Большой восьмёрки» во французском Довиле выступили с совместным заявлением по карабахскому конфликту.
«Мы, президенты сопредседательствующих стран Минской группы ОБСЕ — Франция, Российская Федерация и Соединённые Штаты Америки, — убеждены, что пришло время для принятия решительных действий по мирному урегулированию карабахского конфликта со стороны всех его участников», — отмечают в документе Барак Обама, Дмитрий Медведев и Николя Саркози.
«Мы подчеркиваем, что урегулирование конфликта лишь путём переговоров приведёт к миру, стабильности, примирению, а также откроет возможности к развитию и сотрудничеству. Использование силы привело к ситуации нынешней конфронтации и нестабильности. Возвращение к применению силы принесёт ещё больше страданий и разрушений и вызовет осуждение международного сообщества. Мы настоятельно призываем лидеров противостоящих сторон провести работу по подготовке населения своих стран к миру, а не войне», — гласит текст заявления.
Главы трёх государств также отметили, что в результате усилий, приложенных сопредседательствующими странами Минской группы ОБСЕ на всех уровнях, был составлен Документ об основных принципах, предлагающий комплексное мирное урегулирование конфликта. Этот документ, как говорится в совместном заявлении Обамы, Медведева и Саркози, обеспечит возможность всем сторонам сдвинуться с неприемлемого статус-кво.
«Поэтому мы призываем президентов Армении и Азербайджана продемонстрировать политическую волю и подписать окончательный вариант Документа об основных принципах на приближающемся саммите в июне. Дальнейшее промедление только вызовет сомнения о решимости со стороны этих стран заключить соглашение», — гласит текст совместного заявления.

### Программа для супруг
День первый: 26 мая 2011 

12:45—13:00 — Карла Бруни приветствует супругов глав государств, участвующих в саммите G8. 

13:00—13:10 — Общее фото. 

13:10—14:30 — Обед.

14:30—14:45 — Встреча с поставщиками из Нормандии.

15:00—15:45 — Рабочая сессия «Вместе против неграмотности».

17:00—17:30 — Президент Франции со своей супругой Карлой Бруни приветствуют глав государств и их супругов. Неформальная встреча.
В апреле 2009 года Карла Бруни основала фонд под эгидой Фонд де Франс. Его цель — облегчить доступ к образованию и культуре для уязвимых групп населения. Одним из приоритетных направлений в работе фонда является борьба с неграмотностью — эта проблема затрагивает более трёх миллионов человек во Франции. Именно поэтому на саммите G8 в Довиле, Карла Бруни решила поместить эту тему в повестке дня рабочей сессии супругов.
День второй: 27 мая 2011

12:15—12:20 — Карла Бруни приветствует супругов глав делегаций Африканских стран, а также международных организаций, которые принимают участие в обсуждении социально-ориентированных программ.

12:20—12:30 — Общее фото.

12:30—14:00 — Рабочая сессия «Защитим матерей и детей от СПИДа».